# Aleja Gwiazd
Aleja Gwiazd (Stjernenes allé) ligger langs Piotrkowska-gaden i Łódź, mellem 6. augustgaden og Rubinsteins passage. Alléen blev anlagt efter initiativ fra skuespilleren Jan Machulski, og er inspireret af Hollywood Walk of Fame. 
Den første messingstjerne, til skuespilleren Andrzej Seweryn, blev muret ind i 1997. På gadens østlige side findes instruktørenes og kameramændenes stjerner, mens den vestlige side er belagt med skuespilleres stjerner.

## Stjerner på Aleja Gwiazd
- Jadwiga Andrzejewska – skuespiller
- Jerzy Bossak – Instruktør
- Zbigniew Cybulski – skuespiller
- Aleksander Ford – Instruktør
- Janusz Gajos – skuespiller
- Wojciech Jerzy Has – Instruktør
- Jerzy Hoffman – Instruktør
- Agnieszka Holland – Instruktør
- Gustaw Holoubek – skuespiller
- Krystyna Janda – skuespillerinde
- Jerzy Kawalerowicz – Instruktør
- Krzysztof Kieślowski – Instruktør
- Wojciech Kilar – komponist
- Henryk Kluba – Instruktør
- Bogumił Kobiela – skuespiller
- Marek Kondrat – skuespiller
- Krzysztof Kowalewski – skuespiller
- Tadeusz Łomnicki – skuespiller
- Jan Machulski – skuespiller
- Juliusz Machulski – Instruktør
- Andrzej Munk – Instruktør
- Pola Negri – skuespillerinde
- Leon Niemczyk – skuespiller
- Daniel Olbrychski – skuespiller
- Cezary Pazura – skuespiller
- Franciszek Pieczka – skuespiller
- Roman Polanski – Instruktør
- Włodzimierz Puchalski – Instruktør
- Wojciech Pszoniak – skuespiller
- Anatol Radzinowicz – scenograf
- Zbigniew Rybczyński – Instruktør
- Zygmunt Samosiuk – kameramand
- Andrzej Seweryn – skuespiller
- Piotr Sobociński – kameramand
- Witold Sobociński – kameramand
- Andrzej Wajda – Instruktør
- Stanisław Wohl – kameramand
- Jerzy Wójcik – kameramand
- Jerzy Toeplitz – grundlæggeren af Filmhøjskolen i Łódź
- Beata Tyszkiewicz – skuespillerinde
- Zbigniew Zapasiewicz – skuespiller
- Krzysztof Zanussi – Instruktør

51°46′08″N 19°27′22″Ø / 51.769°N 19.456°Ø